# Nier Reincarnation
Nier Reincarnation est un jeu vidéo de rôle de 2021 développé par Applibot et publié par Square Enix pour Android et iOS. Le jeu se déroule dans l'univers de Nier et de sa suite Nier: Automata, qui sont à leur tour des spin-offs et des suites de la série Drakengard. Dans un royaume appelé la Cage, le joueur incarne une jeune fille guidée par un être semblable à un fantôme.

## Gameplay
Nier Reincarnation est un jeu vidéo de rôle qui se déroule dans un royaume appelé la Cage. Le joueur navigue dans différentes zones de la Cage en compagnie de compagnons fantômes, entre des statues appelées épouvantails et revit des souvenirs qui se déroulent sous la forme de récits semblables à ceux d'un livre d'histoire,. Le gameplay est divisé en trois types. Dans le premier, le protagoniste actuel explore différentes zones de la Cage avec son compagnon. Au cours de cette exploration, il rencontre des épouvantails qui lui donnent et améliorent les armes utilisées pour combattre les ennemis dans des souvenirs déverrouillés.
Dans ces mémoires, appelées Weapon Stories, les joueurs vivent les souvenirs de ceux qui sont liés à une arme dans une perspective de peinture à défilement latéral, et participent à des combats pour corriger les erreurs dans les mémoires. Les combats se déroulent en temps réel à l'intérieur des mémoires avec un groupe de trois personnages contre des ennemis, avec des attaques spéciales utilisées en touchant les icônes à l'écran lorsqu'elles sont chargées. Les combats peuvent être menés manuellement ou par le biais d'une fonction de combat automatique,. Alors que les personnages de l'histoire sont présents dans le jeu dès le début, d'autres variations de personnages et d'armes sont obtenues par le biais d'une mécanique de gacha. Les quêtes du scénario, lorsqu'elles sont terminées, débloquent des versions optionnelles plus difficiles de leurs combats.

## Synopsis
Nier Reincarnation se déroule dans le même univers que Nier et sa suite Nier: Automata, et se déroule à une époque indéterminée dans une zone infinie de tours appelée la Cage,. Au départ, le joueur incarne une jeune fille amnésique et muette, guidée dans la Cage par Mama, un fantôme, et rencontrant à différents moments une bête appelée le Monstre Noir, qui apparaît à la fois hostile et enjouée. Au cours de son dernier voyage, la jeune fille vit l'histoire du monstre noir, qui s'affaiblit progressivement. Le monstre noir fait partie d'une race au sein de la Cage qui se nourrit de rêves humains et aspire à devenir humain. Le Monstre Noir a consommé les rêves d'une jeune fille et finit par changer de forme avec elle ; le Monstre Noir rencontré jusqu'à présent était la jeune fille. Confronté à la vérité, le Monstre Noir souhaite que la jeune fille redevienne humaine.
L'histoire fait un bond de quatre mois en arrière, révélant que le monstre des ténèbres, nommé Levania, rencontre la jeune fille en pleurs, Fio. Accompagné d'un être semblable à Mama appelé le Porteur, Levania purifie les souvenirs dans la Cage et, à la fin de chaque mission, consomme certains des rêves de Fio, qu'elle encourage activement. Malgré sa froideur initiale, Levania se prend d'affection pour Fio. Au cours de leur dernière mission ensemble, Levania est piégée par le Porteur et absorbe les rêves de Fio, observant sa vie tragique et sa mort solitaire, ce qui provoque l'échange de leurs corps. Le Porteur, un agent qui cherche à détruire l'humanité, est vaincu par Levania qui est ensuite retrouvé par Mama. Avec ses souvenirs restaurés, Levania trouve Phio, et malgré le fait que Phio ne veuille pas reprendre sa forme humaine, il réussit à inverser la transformation. Levania et Phio choisissent de rester dans la Cage, devenant de nouvelles armes avec leurs propres histoires.

## Développement
Nier Reincarnation est développé par Applibot et l'éditeur Square Enix. Le créateur de la série, Yoko Taro, a agi en tant que directeur de la création, tandis que Yosuke Saito, de Square Enix, a agi en tant que coproducteur. Daichi Matsukawa, d'Applibot, a agi en tant que coproducteur et codirecteur. Les personnages principaux ont été dessinés par Akihiko Yoshida, tandis que l'arrière-plan et les illustrations conceptuelles ont été conçus par Kazuma Koda, artiste d'Automata,. L'objectif de l'équipe était de réaliser un titre ambitieux aux graphismes 3D comparables à ceux d'un titre multiplateforme,. Pendant la production, le nom de code « Dark » a été utilisé,. Son gameplay a été conçu pour donner l'impression de regarder le gameplay d'Automata se dérouler automatiquement. Comme Matsukawa trouvait les commandes des smartphones difficiles à utiliser, l'interface a été simplifiée en faisant des batailles au tour par tour. Les sections de tir, directement inspirées de la mécanique de piratage dAutomata, ont été incluses sur l'insistance de Matsukawa. La palette de couleurs sourdes a été choisie car elle correspond à l'esthétique générale de Nier.
Bien que le jeu se situe dans le même univers que les autres titres de Nier, Yoko a voulu le séparer des autres pour qu'il puisse être apprécié par les nouveaux venus. Au lieu de cela, une équipe d'environ quatre autres scénaristes, le rôle de Yoko étant de prendre leurs idées et de créer une intrigue cohérente à partir de celles-ci. L'équipe était dirigée par Takashi Ohara, qui a également agi en tant que scénariste principal sous la direction de Yoko. Les sections de l'histoire parallèle, qui utilisent un style de livre d'histoires à défilement latéral, sont basées sur le kamishibai. Yoko a comparé le rôle de compagnon de Mama dans l'histoire aux Grimoires de Nier et aux Pods d'Automata. Les multiples protagonistes et la structure de l'histoire étaient basés sur la progression de Puzzle & Dragons. Il a également déclaré que le jeu aurait une fin définitive, bien que son gameplay puisse être répété et étendu.

### Musique
La musique a été confiée à Keiichi Okabe (en), principal compositeur des autres titres de Nier. La contribution d'Okabe était d'environ vingt chansons, toutes originales et n'incorporant pas de musique des titres précédents de Nier. À la demande de Yoko, chaque chanson couvrait des styles variés tout en maintenant l'atmosphère établie de l'univers de Nier. Le style musical a été influencé par l'atmosphère « nostalgique » du jeu, gagnant une atmosphère comparée aux contes de fées. Plutôt que d'avoir des mélodies fortes, la musique a été conçue pour être « douce ». Un album de la bande originale est sorti le 21 avril 2021 et contient 18 titres, dont 13 ont été composés par Okabe et 5 par Shotaro Seo, compositeur de MONACA.

## Communiqué
Le jeu a été annoncé pour la première fois en mars 2020, en même temps qu'une remasterisation du Nier original. Un test bêta fermé s'est déroulé de juillet à août de la même année. Les pré-enregistrements ont été ouverts en septembre. Alors qu'il était prévu à l'origine pour une sortie en 2020, Square Enix a reporté ses débuts au Japon au premier semestre 2021. Après la période bêta, le doublage complet des sections de l'histoire était encore inconnu, mais les commentaires des fans ont persuadé l'équipe d'inclure le doublage complet malgré les difficultés techniques. Le jeu est sorti au Japon le 21 février 2021. La sortie a été célébrée par une collaboration limitée dans le temps avec Automata. Des collaborations ultérieures sont apparues avec le remaster de Nier Replicant et Drakengard 3,.
Une sortie occidentale a été annoncée en même temps que la date de pré-enregistrement. La localisation a commencé en février 2021, avec pour objectif de traduire et de faire parler le jeu en anglais, et de corriger les bugs de la version japonaise afin qu'elle puisse sortir dans les meilleures conditions. La localisation s'est terminée début mai, avec les derniers ajustements. Un bêta-test de la version anglaise s'est déroulé du 26 mai au 1er juin. Lors de l'ouverture des pré-enregistrements, le nombre de demandes a dépassé les 300 000.

### Note
1. ↑  Stylisé comme NieR Re[in]carnation (Japonais : ニーア リィンカーネーション, Hepburn : Nīa Ryinkānēshon)